# 회랑정
《회랑정 살인사건》(回廊亭)은 2022년 방송되었던 중국의 드라마이다.

## 줄거리
- 살날이 얼마 남지 않았음을 안 훙예그룹 회장 가오광이는 장위안싱을 시켜 혼외 자식을 찾아 데려오라고 한다. 청청을 찾은 장위안싱은 그를 설득하는 사이 둘의 사랑은 깊어지고, 가오 씨 집안사람들은 새로운 상속자의 등장에 불편한 기색을 드러낸다. 어둠이 드리운 회랑정 호텔의 밤, 갑작스러운 화재가 발생해 장위안싱은 크게 다치고 청청은 생명의 위협을 받게 되는데...

## 등장 인물
- 덩자자 - 강원성 역
- 장신청 - 정성 역
- 궁정엽 (宫正晔) - 고재건 역
- 양애기 (梁爱琪) - 계동매 역
- 왕염 (王艳) - 임진혜 역
- 해일천 (海一天) - 등준 역
- 천쯔한 - 고시요 역
- 류의위 (刘仪伟) - 고홍걸 역
- 전파 (钱波) - 고광의 역